# هارالد بيترسن
هارالد بيترسن (بالنرويجية البوكمول: Harald Pettersen)‏ هو سياسي نرويجي، ولد في 27 فبراير 1869، وتوفي في 27 أكتوبر 1937. نشط حزبياً في Coalition Party (Norway) ‏. وقد انتخب نائب عضو برلمان النرويج ‏.